# 北清水 (明尼蘇達州)
北清水（英語：North Clearwater）是位於美國明尼蘇達州清水縣的一個未組織地區。

## 地方資料
北清水的面積為496.74平方千米，當中陸地面積為488.23平方千米，而水域面積為8.51平方千米。根據2020年美國人口普查的數據，當地共有人口70人，而人口密度為每平方千米0.14人。